# Puntos de vida
Los puntos de vida son un concepto de juego utilizado esencialmente en dos tipos de juegos, los juegos de rol de mesa y los videojuegos:
- En los juegos de rol de mesa, los puntos de vida (a veces también llamados «puntos de golpe», «puntos de salud» o «puntos de estado de salud») son un valor numérico anotado con lápiz en la hoja de personaje. Sirven para indicar el estado de salud de un personaje. Cuando por ejemplo el personaje se ve afectado por alguna agresión, como la ingestión de algún veneno o el ataque con armas de algún otro personaje, el sistema de juego prevé que sus puntos de vida disminuyan en proporción a la intensidad del veneno o del ataque recibido. En la mayor parte de sistemas de juego de rol un personaje que ve sus puntos de vida reducidos a cero, muere.

- En los videojuegos, el sistema de puntos de vida es minoritario, pues la mayor parte de videojuegos utiliza el sistema de la barra de progresión. Aun así es de todos modos uno de los métodos también utilizados para cuantificar el estado de salud de un personaje. Los videojuegos usan los puntos de vida de varias formas. En una de ellas el jugador ve desfilar en una cierta zona de la pantalla una cuantificación numérica que disminuye a medida que su personaje va sufriendo ataques o daños. Otra manera clásica es la de contar desde el inicio de la partida con un cierto número de «vidas». Si por ejemplo el jugador dispone, en inicio de partida, de cuatro vidas y en el curso de sus combates recibe cuatro ataques diferentes eso puede suponer la muerte del personaje o el fin de la partida, dependiendo de cada videojuego.